# El Inga (site)
El Inga is een archeologische vindplaats uit de lithische periode, gelegen op de hellingen van de vulkaan Ilaló in Tumbaco, provincie Pichincha, Ecuador. Een deel van het oudste menselijke bewijsmateriaal in het land werd op de locatie gevonden, met behulp van de C-14-techniek tussen 10.000 en 2.000 jaar v.Chr. (12.00 - 4.000 BP) gedateerd.
De site werd bewoond door jagers en verzamelaars die de plek als kampeerterrein gebruikten. Ze maakten allerlei soorten stenen werktuigen, waaronder pijlpunten. Het materiaal dat het meest werd gebruikt was obsidiaan, hoewel men in kleine hoeveelheden ook basalt of vuursteen gebruikte. 
De verscheidenheid aan pijlpuntstijlen en dateringen die op de site zijn gevonden, suggereren dat het een plaats was waar artefacten uit verschillende perioden door elkaar zijn gemengd. Onder de gevonden punten vallen de zogenaamde vissenstaartpunten op, een zeer typisch type punt uit de lithische periode in de Zuidkegel van Zuid-Amerika. Er werd ook een soort punten gevonden die sterk leken op de lancetvormige punten van Ayampitín. 

## Geschiedenis
De site werd voor het eerst ontdekt in 1947 door Isadoro Kaplan. Tijdens zijn zoektocht naar fossielen in het gebied verzamelde Kaplan een paar stukjes obsidiaan die zichtbaar waren op het oppervlak. Informatie over de vindplaats bereikte de oren van de Amerikaanse geoloog Allen Graffham, die samen met zijn vrouw ook oppervlakvondsten van obsidiaan verzamelde. Bij zijn terugkeer naar de Verenigde Staten nam Graffham zijn obsidiaanvondsten naar de Universiteit van Oklahoma, waar ze werden geïnspecteerd door archeoloog Robert E. Bell, die onmiddellijk het belang ervan inzag, aangezien onder de verzamelde stukken fragmenten van gecanneleerde of gesteelde punten zaten. In die tijd was het al bekend dat de techniek voor het vervaardigen van gecanneleerde punten erg oud was.
Om deze reden reisde Robert Bell, vergezeld van archeoloog William Mayer-Oakes, in 1960 naar Ecuador om de site te verkennen. Uiteindelijk vond tussen juni en augustus 1961 een opgraving plaats. De door de opgravers gevonden artefacten werden naar de Verenigde Staten gebracht en aan het Stovall Museum (tegenwoordig het Sam Noble Museum of Natural History of Oklahoma) gegeven. 

## Stenen werktuigen
In El Inga werd een grote verscheidenheid aan stenen werktuigen gevonden, voornamelijk van obsidiaan, hoewel er ook enkele van basalt en een paar van vuursteen waren gemaakt. Hoewel basalt ter plaatse aanwezig is, is er lokaal noch vuursteen noch obsidiaan te vinden: deze stenen werden dus van grote afstanden naar El Inga geïmporteerd. Onder de gereedschappen vond men klingen, schrabbers, stekers en boren. 
De gereedschappen die echter het meest opvallen waren de lithische punten, waarvan een grote verscheidenheid aan vormen en typen is gevonden. Degenen die het meest opvallen zijn de vissenstaartpunten (Fishtail Points). Dit soort punten zijn op een groot aantal plaatsen in Zuid-Amerika gevonden en kregen hun naam omdat ze op de vorm van een vis lijken. De ontdekking van deze punten in El Inga was belangrijk, aangezien ze tot dan toe alleen waren geregistreerd in het uiterste zuiden van het Amerikaanse continent, in de regio Magallanes, met name op de archeologische vindplaats Cueva Fell. De punten van deze stijl gevonden in El Inga zijn niet helemaal identiek aan die gevonden in Magallanes. Het lijkt er zelfs op dat er een subtype van deze punten bestond dat specifiek was voor Ecuador, in het Engels bekend als Broad-Stemmed Points. 
Er werden ook punten met een ovaal-lancetvormige vorm geïdentificeerd, die lijken op het silhouet van een amandel. Deze lijken erg op de Ayampitín-punten uit het westen van Argentinië, Bolivia, Chili en Peru. Het lijkt erop dat deze punten werden vervaardigd en gebruikt na de vissenstaartpunten, en werden opgevolgd door de Long-Stemmed Points. Deze punten zijn er in zowel varianten met als zonder weerhaken, en lijken sterk op de punten van de Paijáncultuur van de noordkust van Peru. 
Het is moeilijk te bepalen op wat voor dieren met deze punten werd gejaagd, omdat er in El Inga geen botten zijn gevonden. Wel is bekend dat op andere plaatsen de vissenstaartpunten werden gebruikt om op dieren te jagen die nu zijn uitgestorven, zoals Parahipparion saldiasi, Mylodon, Agalmaceros blicki en Guanaco. Aangenomen wordt dat de evolutie van de verschillende puntenstijlen die zichtbaar zijn bij El Inga het resultaat was van aanpassing aan veranderingen in prooidiersoorten als gevolg van de verspreiding van verschillende van de bovengenoemde soorten.